# Tatort: Das Monster von Kassel
Das Monster von Kassel ist ein Fernsehfilm aus der Krimireihe Tatort. Der vom Hessischen Rundfunk produzierte Beitrag ist die 1094. Tatort-Episode und wurde am 12. Mai 2019 im Ersten erstgesendet. Das Frankfurter Ermittlerduo Janneke und Brix ermittelt in seinem neunten Fall. Die Folge ist eine der wenigen, bei der der Zuschauer von Anfang an den Täter kennt. Im Film werden Parallelen zu Fällen in Straßburg, Rheine und Kiel gezogen.

## Handlung
Die Hauptkommissare Janneke und Brix werden zu einem grausigen Fund in Frankfurt gerufen: in Plastiksäcke verpackte Leichenteile. Es stellt sich schnell heraus, dass es sich um den 17-jährigen Lukas Rohde – häufig auch Luke genannt – handelt, Stiefsohn des beliebten Fernsehtalkmasters Maarten Jansen. Die Familie wohnt in Kassel und meldete ihn als vermisst, nachdem er von einer Party im Ort nicht zurückgekehrt war. Allen ist unerklärlich, wie und warum der junge Mann so grausam getötet wurde. Der Täter hat sich sehr viel Mühe gemacht und keinerlei Spuren hinterlassen. Selbst die eigentliche Todesursache ist nicht so einfach herauszufinden. Die Frankfurter Kommissare Janneke und Brix begeben sich zur Vor-Ort-Ermittlung nach Kassel, wo inzwischen die restlichen Leichenteile gefunden werden, und richten sich im dortigen Polizeipräsidium ein. Hier arbeiten sie mit Constanze Lauritzen zusammen, die bereits die wichtigsten Fakten des Falls zusammengetragen hat. Ähnliche ungelöste Fälle gab es nur in Straßburg, und dort wurde der Täter gerade gefasst, sodass er für den Mord an Lukas nicht infrage kommt. Die Ermittler konzentrieren sich daher zunächst auf die Familie, die den Anschein von relativer Harmonie vermittelt. Bei der Befragung von Lukas’ Stiefvater fällt Kommissarin Janneke eine leicht übertriebene Coolness von Maarten Jansen auf. Er verzichtet auch nicht auf die Ausstrahlung seiner nächsten Livesendung, was in Anbetracht der Umstände unangemessen erscheint, zumal er die Sendung dafür nutzt, der Welt sein persönliches Schicksal zu offerieren. Janneke gibt das zu denken.
Schürfwunden an den Knien lassen darauf schließen, dass Lukas kurz vor seinem Tod gestürzt sein muss. Kommissar Brix versucht deshalb Lukas’ Heimweg von der Party zu rekonstruieren. Er ist sich sicher, dass Lukas mit dem Fahrrad unterwegs war, und fährt die mögliche Strecke ab. Auf einer Brücke findet er Hinweise auf einen Sturz und bei näherer Suche ein Herrenfahrrad im Gebüsch. Es wird kriminaltechnisch untersucht und zeigt eindeutige Spuren am Vorderrad. Offensichtlich hat der Täter Lukas hier überwältigt, nachdem er durch ein gespanntes Drahtseil mit seinem Fahrrad zu Fall gebracht worden war.
Kommissarin Janneke erfährt von Max Rohde, dass sein Bruder Lukas seit ca. drei Wochen mit seinem Stiefvater im Streit lag und der ihn sehr respektlos behandelt habe. Es findet sich auch bald der Grund dafür, denn Lukas bekam heraus, dass Maarten Jansen seine Mutter mehrfach betrogen hatte und dies auch aktuell noch tut. Liebesbriefe der vielen Geliebten waren ihm in die Hände geraten und er versteckte sie im Haus, wo die Polizei sie nun findet. Diesen Indizien gehen die Ermittler nach und stoßen so auf die junge Nachbarin Therese. Lukas war in das Mädchen verliebt und als er von ihr erfahren musste, dass sein Stiefvater sie vergewaltigt hatte, sie dies aber aus Scham nicht angezeigt hatte, wollte er die Gerechtigkeit in die eigenen Hände nehmen. Er erpresste Maarten Jansen, woraufhin dieser sich seinen teuflischen Plan ausdachte.

## Hintergrund
Der Film wurde vom 3. Juni 2018 bis zum 7. Juli 2018 unter dem Arbeitstitel Mühle in Kassel und Frankfurt gedreht.

## Rezeption

### Einschaltquoten
Die Erstausstrahlung von Das Monster von Kassel am 12. Mai 2019 wurde in Deutschland von 9,28 Millionen Zuschauern gesehen und erreichte einen Marktanteil von 27,7 % für Das Erste.

### Kritiken
Christian Buß von Spiegel Online urteilte: „Frankfurter ‚Tatorte‘ sind meist formstreng, oft bildgewaltig. Auch die neue Episode von Regisseur Umut Dag […] ist optisch brillant: Glutrot geht hier die Sonne über einem Rekordhitze-Kassel unter, und der langerwartete Sommerregen spült zombiefilmtauglich vergrabene Leichenreste frei. Nur das Studio des berühmten Moderators ist piefig angesichts dessen, dass er eine solch gefeierte Persönlichkeit sein soll. Es erinnert ein bisschen ans Dritte Programm des Hessischen Rundfunks, da werden jedoch in der Regel keine Stars produziert. So wie die Kulisse wirkt auch der Plot […] in einigen Momenten etwas fadenscheinig.“
Bei tittelbach.tv wertet Thomas Gehringer: „nicht die Frage, wer der Täter war, steht im Mittelpunkt der ‚Tatort‘-Folge ‚Das Monster von Kassel‘ (Degeto / HR), sondern warum diese Tat geschehen ist. Alles kreist in diesem düsteren und spannenden Krimidrama um die Hauptfigur, den Moderator Maarten Jansen (stark: Barry Atsma), bei dem der mediale Schein und das wahre Sein weit auseinander liegen. Obwohl das Publikum den Kommissaren einen wesentlichen Schritt voraus ist, entwickelt die Inszenierung unter der Regie von Umut Dağ einen beachtlichen Sog...“
Das Göttinger Tageblatt schrieb: „‚Das Monster von Kassel‘ ist ein pessimistischer Seelentrip, doch für einen Frankfurter ‚Tatort‘ erstaunlich konventionell inszeniert. Trotzdem kommen einem beim Zuschauen immer wieder Zweifel.“